# Henneguya zschokkei

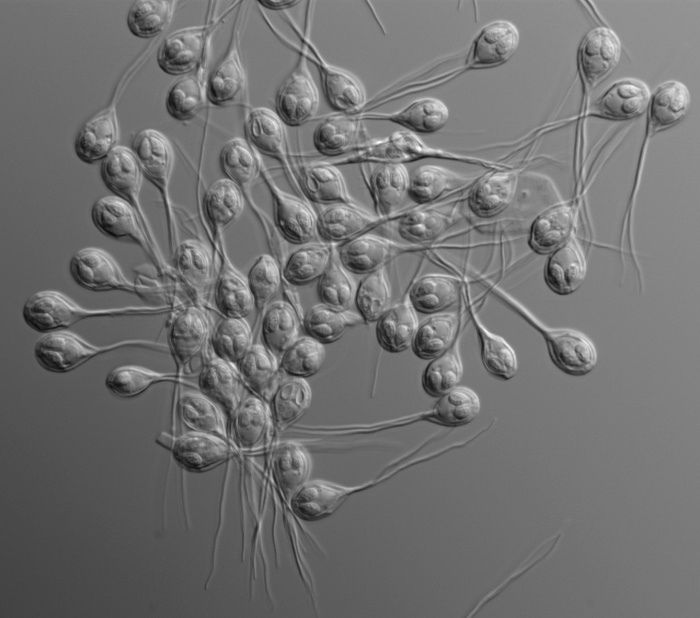
Myxosporen von H. salminicola

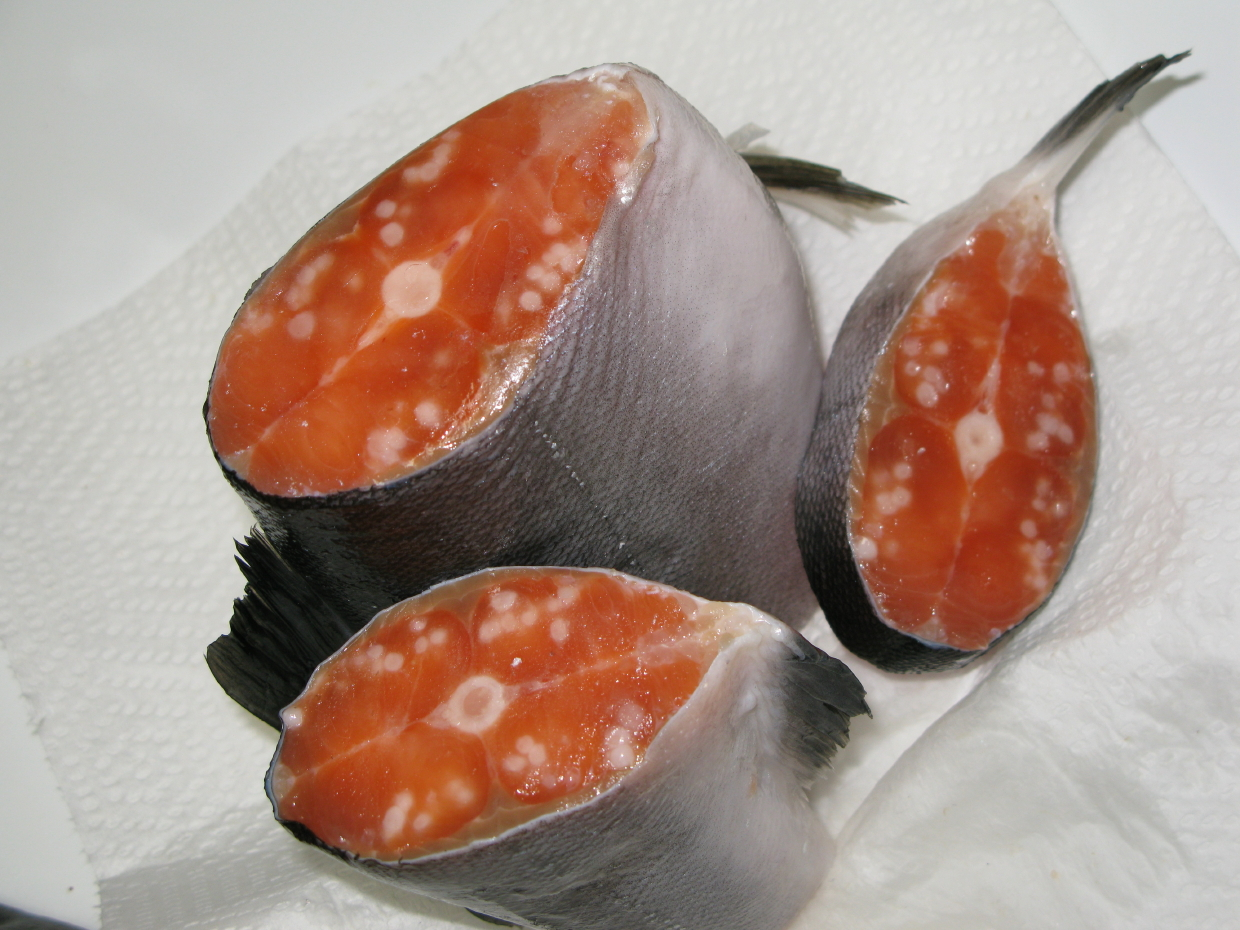
Beispiel eines mit H. zschokkei infizierten Buckellachses.

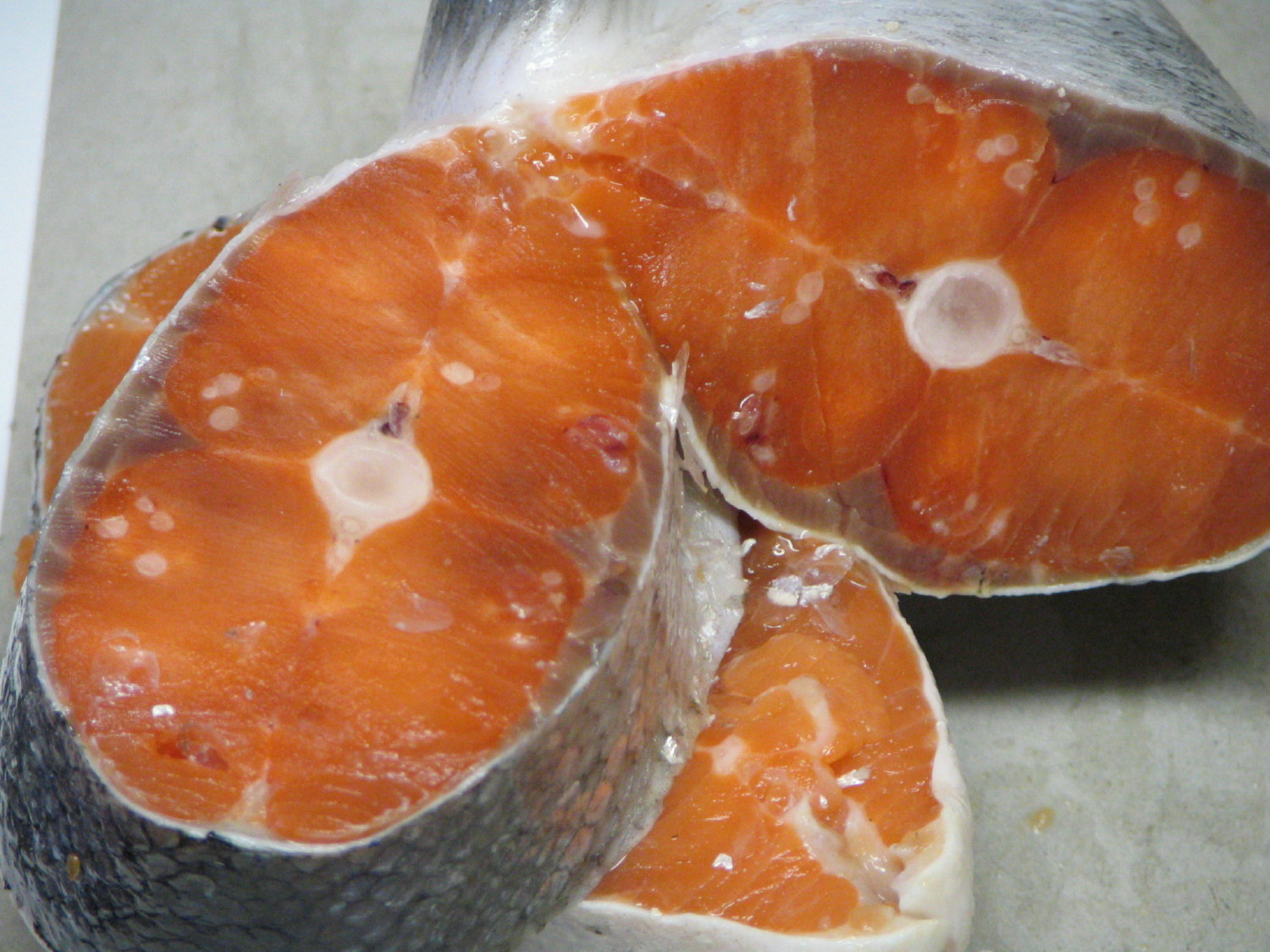
Beispiel eines mit H. salminicola infizierten Silberlachses.

Henneguya zschokkei ist ein Parasit aus dem Taxon Myxozoa, der bestimmte Lachsfische der Gattungen Oncorhynchus, Salmo und Coregonus befällt.
Er verursacht milchig erscheinende Flecken im Fleisch, genannt Tapioka-Krankheit (englisch tapioca disease). Laut fishpathogens.net von der Oregon State University (OSU) ist der Artname ein Synonym für Henneguya salminicola Ward, 1919 (beide Namen werden auf GBIF jedoch getrennt geführt, allerdings mit unterschiedlichen Quellen). Die Synonymisierung wird unterstützt von H. Buchtová et al. (2004); ein weiteres Synonym ist Henneguya kolesnikovi Gurley, 1894.
Henneguya zschokkei ist das erste  mehrzellige Tier, das kein mitochondriales Genom (Mitogenom) und auch keine typischen Mitochondrien besitzt, d. h. es nutzt nicht die aerobe Atmung zur Energiegewinnung, sondern einen anderen, noch unbekannten Weg;
es atmet also keinen Sauerstoff.
Während Eukaryoten üblicherweise auf aerobe Atmung angewiesen sind, haben einige Einzeller, die sich in hypoxischen Umgebungen entwickeln, diese Fähigkeit verloren.
Die Mitochondrien dieser Organismen haben in Abwesenheit von Sauerstoff ihr gesamtes Genom oder Teile davon verloren.
Wegen ihrer entwicklungsgeschichtlichen Verwandtschaft zu Mitochondrien nennt man diese MROs (englisch mitochondria-related organelles, wie etwa Hydrogenosomen und Mitosomen). Die Existenz von MROs bei mehrzelligen Tieren (Metazoa) ist dagegen äußerst ungewöhnlich.

## Beschreibung
H. salminicola kommt in Fischen als eiförmige Spore mit zwei vorderen Polkapseln (englisch polar capsules) und zwei langen Schwanzanhängseln vor.
Die einzelnen Individuen haben einen Durchmesser von 3–6 mm und können an jeder Stelle der Muskelmasse gefunden werden.
Der Parasit ist als Nesseltier ein entfernter Verwandter der Quallen.

## Wirte
Bekannte Wirte von H. zschokkei sind alle aus der Familie Salmonide (Lachsfische):
- Oncorhynchus gorbuscha (Buckellachs, englisch Pink salmon)
- Oncorhynchus keta (Ketalachs, en. Chum salmon)
- Oncorhynchus kisutch (Silberlachs, en. Coho salmon)
- Oncorhynchus nerka (Rotlachs, en. Sockeye salmon)
- Anadrome Formen von Oncorhynchus mykiss (Regenbogenforelle, en. Rainbow trout)
- Oncorhynchus tshawytscha (Königslachs, en. Chinook salmon)
- Salmo salar (Atlantischer Lachs, en. Atlantic Salmon)
- Coregonus lavaretus (Lavaret, en. lavaret)[9]

Alle Vertreter stammen aus der Unterfamilie Salmoninae, bis auf den Lavaret (Unterfamilie Coregoninae).

## Fehlen des Mitogenoms
Die anaerobe Natur von H. zschokkei wurde zufällig von Wissenschaftlern der Universität Tel Aviv entdeckt, die ihre Ergebnisse im Februar 2020 veröffentlichten.
Dorothee Huchon und Kollegen stellten fest, dass diesem Parasiten das mitochondriale Genom (Mitogenom) fehlt, dass sich also in den vorhandenen mitochondrienartigen Organellen (MROs) keine Erbsubstanz befindet.